# AH-S101S
AH-S101Sは、セイコーインスツル (SII) が開発した、DDIポケット/ウィルコム向けSDメモリーカード形データ通信端末製品である。

## 概要
このデータ端末は、日本では数少ないのSDIOカード規格に対応していた。またPHS端末としては当時、世界最小サイズかつ最軽量になっていた。
PCで利用する場合、別売りのPCカードアダプターで端子変換した上で利用出来る。SDIOカードでの通信に対応したPDA端末では、SDカード端子に直接刺して通信する事が出来、ザウルス系、Palm系、Pocket PC 2003系の端末で利用できる様にドライバーを提供している。
本体の色調は黒色を採用している。通信形式は、AirH"（現AIR-EDGE）の32Kつなぎ放題コース（32K×1）、PIAFS（64k・32k）に対応している。
付属品は、取扱説明書他に、ソフトケース、セットアップCDが付属していた。

## 仕様（テンプレート外）
- 対応OS（各日本語版）
  - Microsoft Windows 98
  - Microsoft Windows Millennium Edition
  - Microsoft Windows 2000
  - Microsoft Windows XP
- ザウルス系
  - SL-A300
- Palm系
  - Palm m130 / m500 / m505 / m515
- Pocket PC 2003系
  - GENIO e740 / e750 / e350 / e550C / e550GD / e550G / e550GS / e550GX / e550X / e550 / e400
  - iPAQ H3950 / H3970 / h1937 / h2210 / h5450 / h5550 / h4150 / rz1717 / rx3715 / hx2190 / hx2490 / hx2790 / hx4700 / rx1950
  - PocketLOOX V70
  - Axim X30 / X50 / X50V / X51
  - Mio 168 / 168RS / 336 / 339 / 558 / P350

## 歴史
- 2002年8月22日 - 技術基準適合証明 (TELEC) の審査を通過（証明記号 - JXAA3000001 - JXAA3000012）。
- 2002年8月29日 - 電気通信端末機器審査協会（JATE）通過（認定番号 - A02-0720JP , J02-0089）
- 2002年11月19日 - 販売予定である事を発表。
- 2002年12月6日 - 発売開始。